# Aoi House
Aoi House é um mangá original em inglês no estilo hárem escrito por Adam Arnold, e desenhado Shiei, e publicado pela Seven Seas Entertainment. A história conta as desventuras de dois universitários  chamados Alexis "Alex" Rodrigues e Sandy Grayson, que expulsos são expulsos  do quarto dormitório e ingressam numa fraternidade de garotas fãs de anime yaoi.